# Azela Robinson
Azela Robinson (London, Anglia, 1965. augusztus 26. –) angliai születésű mexikói színésznő.

## Élete és pályafutása
1965. augusztus 26-án született Angliában, Londonban. Apja angol, anyja pedig mexikói származású. 
1982–1983-ban beiratkozott a National Theatre Workshopba. Évekkel később elhagyta az Egyesült Királyságot egy munka miatt. Mexikóba érkezett ahol elkezdte a karrierjét színésznőként. Sok telenovellában, filmben és színdarabban szerepelt.

## Filmográfia

### Telenovellák
- El árbol vacío (1991)
- Mátalos Johnny (1991)
- Tiempo de llorar (1996)
- La joya más preciada (1997)
- La última esperanza (1993)
- Pobre niña rica (1995)
- Cañaveral de Pasiones (1996)... Dinorah Fabermann
- Paula és Paulina (1998)... Elvira
- Julieta (1999)... Carmina Roldán Miranda (magyar hangja: Udvarias Anna)
- Mi destino eres tú (2000) ... Isaura Becker
- Az ősforrás (2001)...Francisca Rivero de Váldez
- La otra (2002)... Mireya Ocampo
- Bajo la misma piel (2003) ... Regina Ortiz Escalante
- A vadmacska új élete (2005)... Apolonia Rudell de Serrano
- Mundo de Fieras (2006) ... Dolores
- Central de Abasto (2008) ... La Pantera
- Kettős játszma (2009) ... Elena Miranda de Krueger (magyarhangja: Kocsis Mariann)
- Llena de Amor (2010) ...  Fedra Curiel de Ruiz y de Teresa / Juana Felipa Pérez "La Reina"
- Mujeres Asesinas (2010)
- Cachito de cielo (2012) ...Teresa "Tete" de Franco de Landeros
- Yo no creo en los hombres (2014-2015) ... Josefa Cabrera
- Mámoros szerelem (2016-2017) ... Lilian Santamaria (magyarhangja: Kocsis Mariann)
- Por amar sin ley (2018-2019) … Paula Ortega
- Falsa identidad (2018-2021) … Ramona Flores
- Cuna de lobos (2019) … Gélica Andrade
- Como tú no hay 2 (2020) … Luz María Molina de Cortés "Luchita"
- La desalmada (2021) … Martina Fernández
- A gazdagság ára (2022) … Elena Suárez (magyarhangja: Kocsis Mariann)
- Mujer de Nadie (2022) … Alejandra
- Szerelmek Cabóban (2023) … Lucía de Noriega (magyarhangja: Ábrahám Edit)
- Szerelemre nincs recept (2024) … Elvira Moncada (magyarhangja: Kocsis Mariann)
- La Jefa (2025) … Maribel Ortiz

### Filmek
- Pelea de colosos (1993)
- Cuentos de suspenso (1992)
- De entre las sombras (1993)
- Entre el amor y la muerte (1994)
- La dama de la noche (1994)
- El extensionista (1991)
- Los insepultos (1991)
- La dama y el judicial (1994)